# Torpede

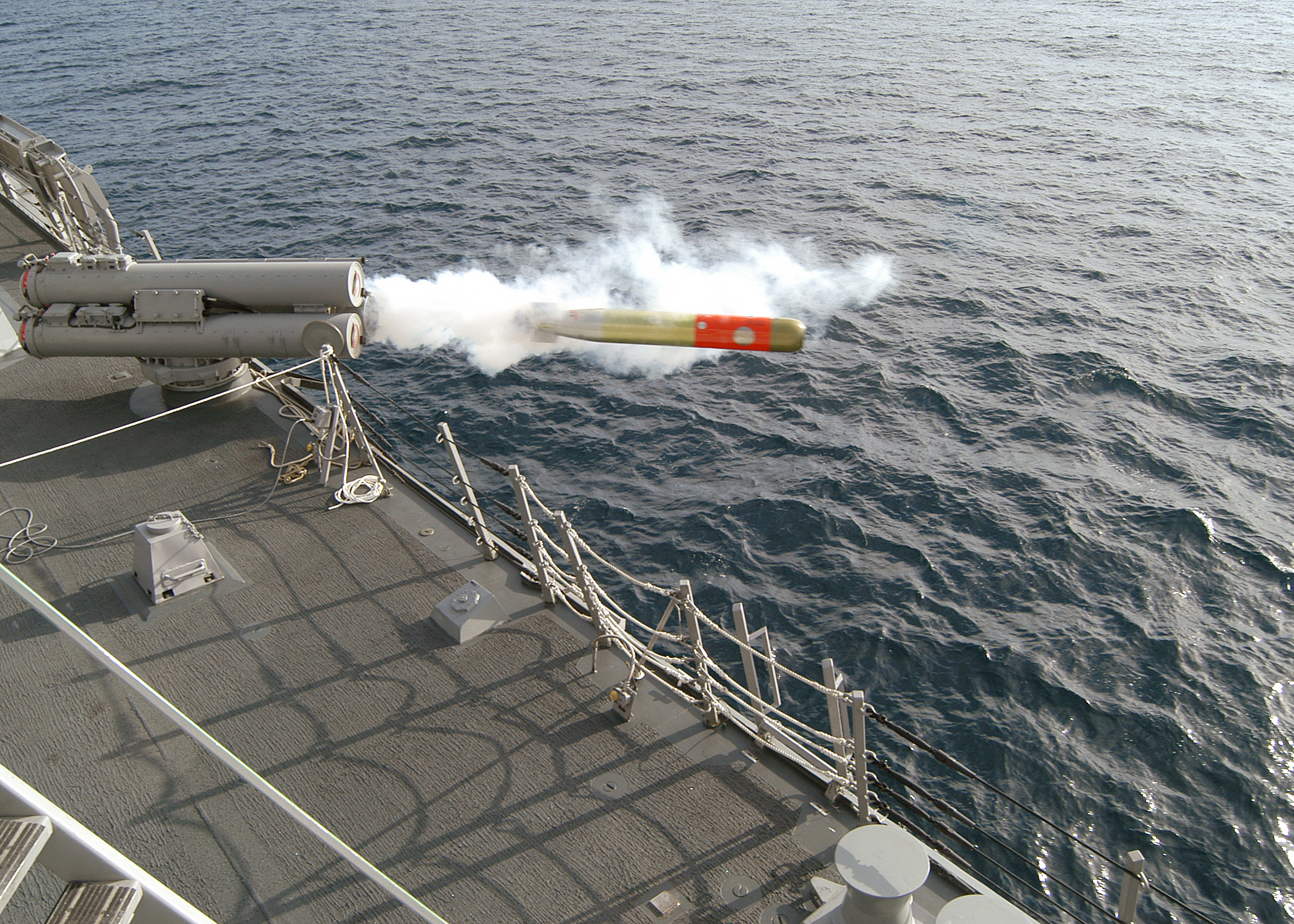
Llançament d'un torpede lleuger Mk 46 des d'un tub llançatorpedes d'un vaixell de guerra.

El torpede és una arma explosiva submarina autopropulsada dissenyada per explotar i destruir objectius navals (vaixells o submarins) i que pot ser disparat per naus militars o aeroanus. El terme torpede es va fer servir per referir-se a altres artefactes explosius com les mines marines però des de principis del segle XX es refereix exclusivament als projectils amb propulsió pròpia.
Els torpedes tenen una forma cilíndrica i allargada la qual cosa permet el seu llançament mitjançant tubs i alhora és un disseny amb bona hidrodinàmica (forma que permet moure’s ràpidament sota l'aigua). En el seu extrem posterior s'hi troben les hèlices i aletes d'estabilització i guia, el cos central està ocupat pel combustible i la càrrega explosiva, mentre que a l'extrem anterior s'hi troben l'espoleta i els sensors si en té.
L'ús de torpedes va suposar un canvi radical en la guerra naval, ja que suposava que vaixells lleugers com ara llanxes llançatorpedes o destructors disposaven d'una arma prou potent com per danyar i enfonsar els cuirassats i altres vaixells de guerra de grans dimensions. Però van ser els submarins i, més tard, els avions i helicòpters de combat els que han tret un major rendiment d'aquesta potent arma.

## Història

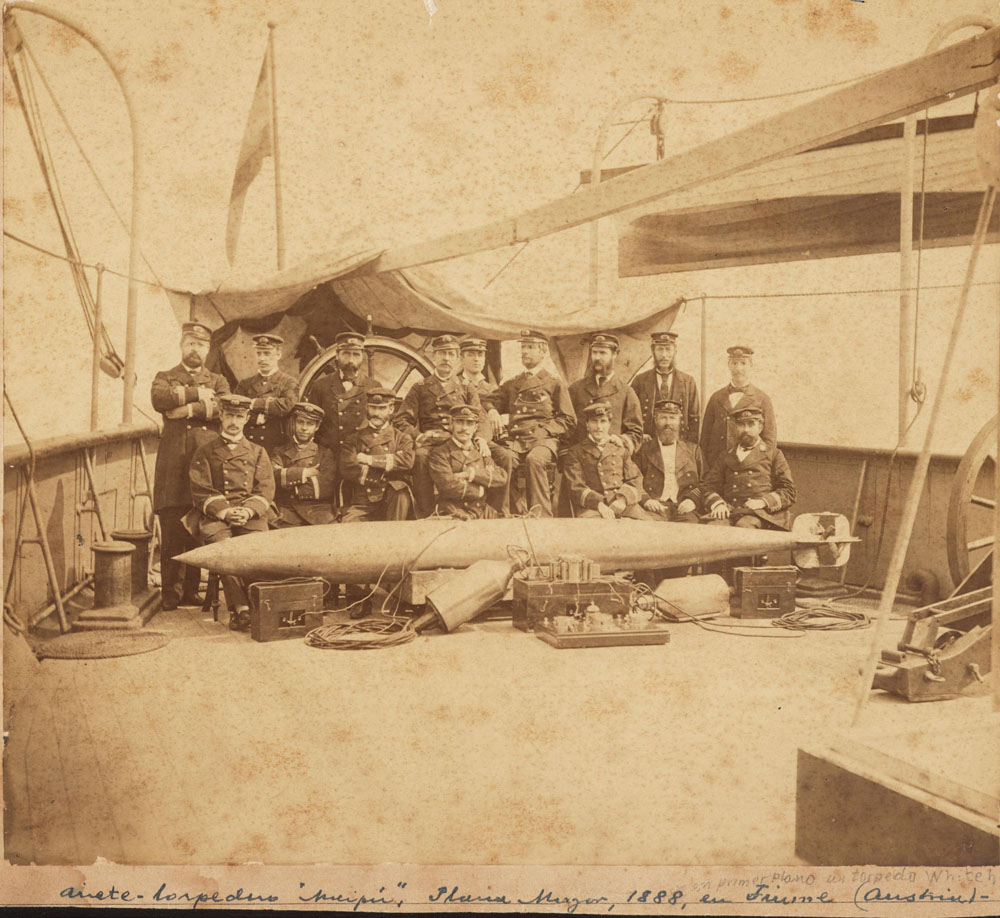
Foto datada el 1888 on es veuen mariners de guerra i al davant un torpede Whitehead, un dels models més avançats de l'època.

Inicialment s'anomenaren torpedes a qualsevol aparell explosiu submergit dissenyat per a danyar embarcacions, es diferenciaven tres: submergits, a la deriva o mòbils. Els dos primers tipus serien sinònims de mines marines, mentre que els mòbils serien als que ens referim habitualment com a torpedes.
Així doncs pel que fa als orígens del desenvolupament i ús dels torpedes ens referim a dissenys sense propulsió ni guiatge propi, consistents bàsicament en una càrrega explosiva i un sistema de detonació. Aquests es començaren a utilitzar amb èxit durant la Guerra Civil Americana a partir de 1861, emprant-se torpedes "llança" (fixats a embarcacions) i destacant el primer ús d'un submarí, el "Turtle", per a fixar un "torpede" al buc d'un vaixell enemic. Veient la dificultat d'aquests procediments s'inicià el desenvolupament de sistemes autopropulsats. Primer es desenvoluparen petites embarcacions carregades d'explosius però poc després ja es dissenyaren torpedes mòbils semblants als actuals. Un dels primers dissenys reeixits foren els torpedes Whitehead, amb càrrega explosiva a la punta, sistema per mantenir la profunditat i amb propulsió per hèlix activada amb aire comprimit.
Els alemanys utilitzaran amb gran efectivitat torpedes disparats des de submarins durant la Primera Guerra Mundial. Aconseguiren enfonsar un gran nombre de vaixells mercants que aprovisionaven el Regne Unit. Així mateix també enfonsaren vaixells de passatgers com el transatlàntic RMS Lusitania.

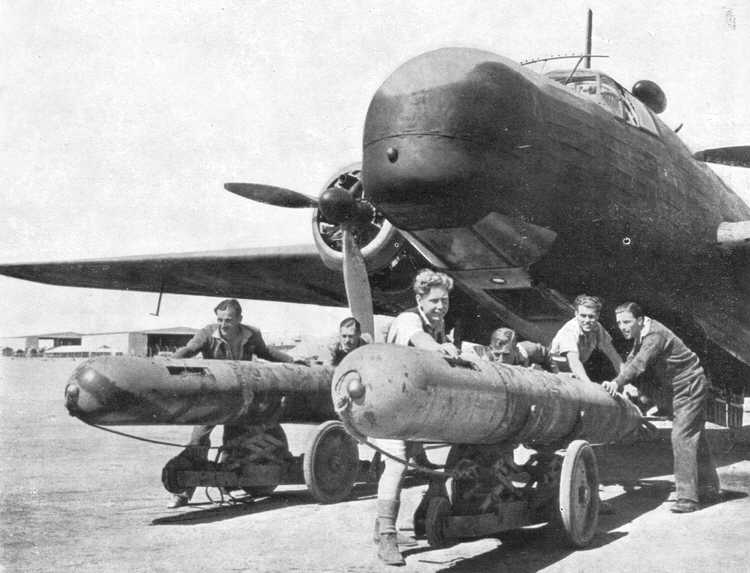
Carregant torpedes en un bombarder britànic Vickers Wellington, maig de 1942.

### Primers torpedes
Al segle xix, es denominava torpede a qualsevol artefacte explosiu marí, destinat a enfonsar un vaixell; eren càrregues explosives estàtiques. Actualment, aquestes són les mines marines i van ser molt utilitzades a partir de la Guerra de Secessió. L'aplicació de torpedes va incentivar el desenvolupament d'un nou tipus d'embarcació lleugera per al seu ús, sent coneguda com a llanxes torpederes.

#### Torpede de perxa

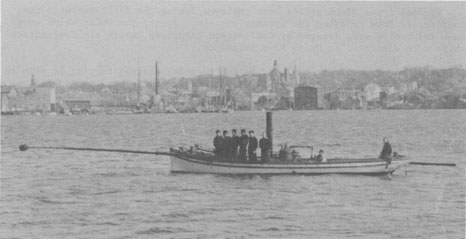
Llanxa torpedera. Es pot apreciar la perxa, amb la càrrega explosiva en el seu extrem.

També anomenat torpede spar o torpede de botànic, era un torpede utilitzat en embarcacions de guerra, principalment llanxes o bots com el Cástor i el Pólux de l'Armada Espanyola, encara que també es va instal·lar en alguns bucs, com en els monitors Classe Trenco.
Consistia en una perxa o botànic llarg col·locat en la proa de l'embarcació, tenint una càrrega explosiva (torpede) en l'extrem. El seu ús consistia a colpejar el buc enemic amb la perxa i es detonava el torpede mitjançant electricitat, foc o una espoleta d'impacte. El primer ús reeixit del torpede de perxa va ser l'enfonsament del blindat CSS Albemarle durant la Guerra de Secessió.
El perill consistia que l'explosió podia ser tan forta que fins i tot podia enfonsar la pròpia embarcació portadora del torpede.
Va tenir molt poca aplicació pràctica, perquè per enfonsar els bucs enemics s'havien d'apropar molt a aquests i en ser descoberts, el buc enemic podria fugir o evitar-ho. Una aplicació reeixida va ser l'enfonsament del monitor turc Seyfi durant la Guerra Russo-Turca (1877-1878). Aquest buc poc maniobrable i lent, no va poder evitar l'atac conjunt de les llanxes torpederes russes.
El sistema més popular va ser el torpede d'encès elèctric McEvoy.

#### Torpede Harvey
Eren coneguts també com a torpedes d'arrossegament o remolc. El primer país que ho va adoptar va ser Rússia en 1869 i després Anglaterra l'any següent. En la dècada de 1870, va sorgir en el Regne Unit una classe de llanxes torpederes que portaven una càrrega explosiva a remolc, sent la més coneguda el sistema Harvey. Les llanxes tenien un cable llarg que remolcava el torpede, i construït de tal manera per desviar-se, divergir del rumb de la llanxa que el remolcava en aproximar-se al navili enemic, la llanxa torpedera viraba, allunyant-se, permetent així que el torpede remolcat en forma asimètrica pel que fa al curs seguit per la llanxa, i amb un cable de remolc una miqueta llarg, s'estavellés contra el buc objectiu. Mai va tenir aplicació reeixida.
A partir de gener de 1880 va començar a ser retirat de les embarcacions de guerra britàniques.
Tots aquests tipus de torpedes van caure en desús quan es van emprar massivament els torpedes mòbils.

### Torpedes mòbils
Els torpedes com els que coneixen actualment, eren anomenats torpedes mòbils o fish, per la seva aparença de peix, es van començar a utilitzar en la dècada de 1860. En aquesta època es van desenvolupar els següents:

#### Torpede Brennan
Va ser inventat per Brennan, un científic de Melbourne.
Tenia una llargada de 6 metres i un diàmetre de mig metre. Es dirigia des de l'embarcació d'on s'havia llançat gràcies a un cable. Tenia un abast de 1.800 metres. La seva patent va ser comprada pel Regne Unit en 1882, perquè era una versió britànica del Torpede Lay utilitzat pels Estats Units, però mai va tenir aplicació pràctica pel seu difícil control de direcció en l'aigua.

#### Torpede Howell
Dissenyat pel contraalmirall J. A. Howell, el seu desenvolupament va començar en 1870 i va ser completat en 1889. Va ser el primer torpede mòbil reeixit dels Estats Units, doncs tenia un pèndol que guiava el curs del torpede perquè tingués bona direcció en la superfície.
Va ser rebutjat quan els Estats Units van adoptar el Torpede Whitehead en 1898.

#### Torpede Lay

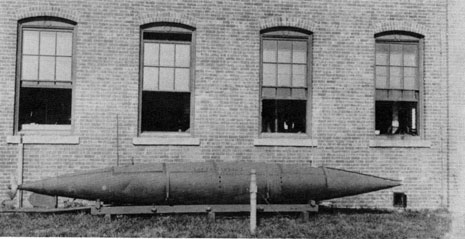
Torpede dirigit Lay.

Inventat pel nord-americà John Louis Lay, creador de diversos torpedes en la Guerra de Secessió, un dels quals va enfonsar el blindat CSS Albermale.
Tenia una llargada de 7,6 metres i un diàmetre de 600 mil·límetres. Era propulsat per diòxid de carboni pressuritzat i dirigit per dos cables elèctrics des de l'embarcació o estació des d'on es llançava. Va ser adoptat per la marina dels Estats Units, renocent a utilitzar els torpedes Whitehead, en 1872.
En 1880, va sortir l'anomenat torpede Lay Haight, una versió millorada de l'anterior, amb un abast de 2.300 metres, en el qual, per incrementar la seva velocitat, es va utilitzar una barreja d'àcid carbònic i calci.
Mai va tenir aplicació reeixida i va ser només utilitzat pels Estats Units i pel Perú durant la Guerra del Pacífic.

#### Torpede Schwartzkopff
En 1873, l'empresa de L. Schwartzkopff, després coneguda com Berliner Maschineubau A. G., va començar la fabricació de torpedes basats en el disseny del Torpede Whitehead. Les seves característiques van ser:
- Llargada, 4,5 m; diàmetre, 35 cm; velocitat, 43-45 Km/h per 200 m, 40-42 km/h per 400 m; pes, 280 kg; pressió d'aire, 10,3 MPa; càrrega explosiva, 20 kg.

Schwartzkopff va ser autoritzada a vendre a països aprovats per Alemanya: Rússia, Japó i Espanya. El seu avantatge sobre els Torpedes Whitehead va ser la resistència a la corrosió, doncs estaven fets de llautó.
La seva primera aplicació reeixida va ser quan dues llanxes van enfonsar el cuirassat rebel brasiler Javary en 1893 durant el bombardeig de Rio de Janeiro.

#### Torpede Whitehead
El torpede Whitehead és l'antecessor dels torpedes que es coneixen actualment.

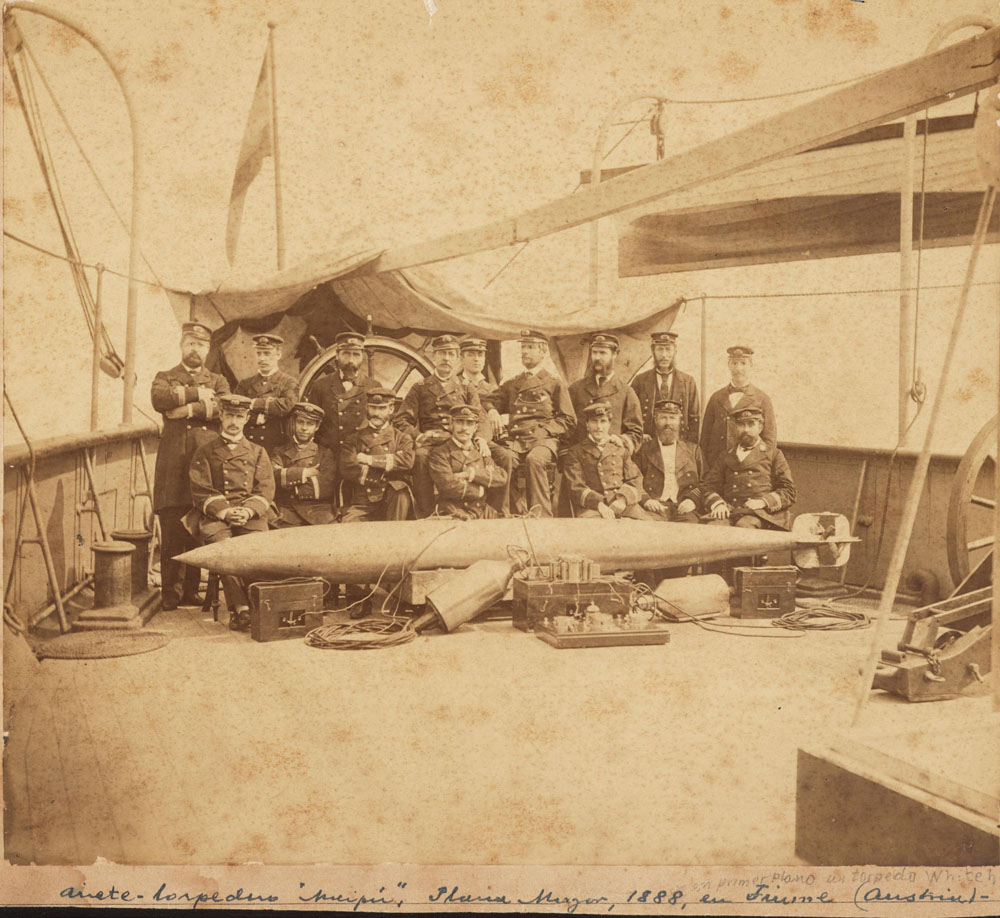
Marins argentins amb un torpede "Whitehead" a finals del Segle XIX.

A mitjan segle xix, un oficial austríac va concebre la idea d'emprar una llanxa, carregada amb explosius impulsats per vapor o pressió d'aire i dirigits per cables contra bucs enemics. Després de morir i abans si es fes pública la seva invenció, l'anònim treball va arribar a les mans del capità Giovanni Luppis de l'Armada Austrohungara. Luppis havia dissenyat una llanxa conduïda mecànicament i dirigida per cables. En 1864, Luppis li va encarregar el treball a Robert Whitehead, un enginyer anglès que per aquell temps era gerent del Stabilimento Técnico Fiumano, una fàbrica a Fiume, Imperi austrohongarès (avui en dia Rijeka, Croàcia). Whitehead va quedar impressionat pel potencial d'aquesta arma i es va determinar a dissenyar i construir un torpede, capaç de recórrer una raonable distància sota l'aigua.
A l'octubre de 1866 va estar llest el primer model, que la seva patent de fabricació va ser venuda a Àustria en 1867. Aquest model, realitzat en acer, tenia una velocitat d'11 a 22 km/h per a una distància de 183 m, impulsat per aire comprimit a una pressió de 2.400 KPa. Paral·lelament, l'inventor rus I. F. Aleksandrovskiy havia dissenyat també un torpede mòbil impulsat per aire, però Rússia va preferir el model Whitehead.
Whitehead va seguir desenvolupant el seu invent i va oferir dos models més en 1868:
- Llargada, 11 peus 7 polzades; diàmetre, 14 polzades; pes, 346 lliures; càrrega explosiva, 40 lliures.
- Llargada, 14 peus; diàmetre, 16 polzades; pes, 650 lliures; càrrega explosiva, 60 lliures.

En tots dos, la velocitat era de 8-10 nusos i abast de 200 iardes. El preu era de 150 lliures esterlines per al petit i de 250 lliures esterlines per al model gran.
En 1877, Whitehead havia desenvolupat models amb velocitats de 18 nusos per a abast de 830 iardes i de 22 nusos per a un abast de 200 iardes, amb una pressió d'aire de 1100 psi.
El Regne Unit va comprar torpedes Whitehead en 1870 i a l'any següent va comprar els drets de fabricació. França, Alemanya, Itàlia i Rússia van ser els següents països que van comprar aquests torpedes, sent Xile en 1877 i Argentina en 1878, els primers a comprar-los a Amèrica. Whitehead va oferir al govern dels Estats Units la venda de la seva patent en 1869 per 75.000 dòlars i després en 1873 per 40.000 dòlars, rebutjant-les en ambdues ocasions perquè es confiava més en els torpedes que desenvolupava dins del país, encara que en 1892 es va arribar a un acord per fabricar cent torpedes Whitehead Mk 1 a un preu de 2.000 dòlars cadascun.
Whitehead va confessar haver venut 1.500 torpedes en 1880 als següents països: Regne Unit, 254; Rússia, 250; França, 218; Alemanya, 203; Àustria, 100; Dinamarca, 83; Grècia, 70; Itàlia, 70; Portugal, 50; Argentina, 40; Bèlgica, 40; Xile, 26; Noruega, 26 i Suècia, 26.
El primer ús d'aquest torpede va ser en 1877 durant el Combat de Pacocha. Aquest mateix any, durant la Guerra Russo-Turca, dues llanxes van torpedinar al vapor turc Intibakh, però el primer atac realitzat amb èxit a una unitat de guerra va ser durant la Guerra Civil Xilena de 1891, quan va ser enfonsada en Caldera la fragata blindada Blanco Encalada de les forces congressistes, per part del caçatorpeder Almirante Lynch que estava del bàndol balmacedista.

#### Torpede Tipus 93
Els torpedes més letals de la Segona Guerra Mundial eren els Tipus 93 japonesos, amb un diàmetre de 610 mil·límetres, capaços de partir en dos un destructor de l'època. Va resultar ser un dels més efectius durant la guerra, tenia una càrrega de 450 kg de TNT i un abast d'uns 32 km a més va ser el més ràpid de tots ja que podia arribar a 65 nusos a 2,5 metres de profunditat.
En utilitzar oxigen pur en lloc d'aire comprimit, es distingia per no deixar un rastre de bombolles de gasos no cremats, principalment nitrogen, en la seva trajectòria.

### Tub de torpede aeri de defensa costanera

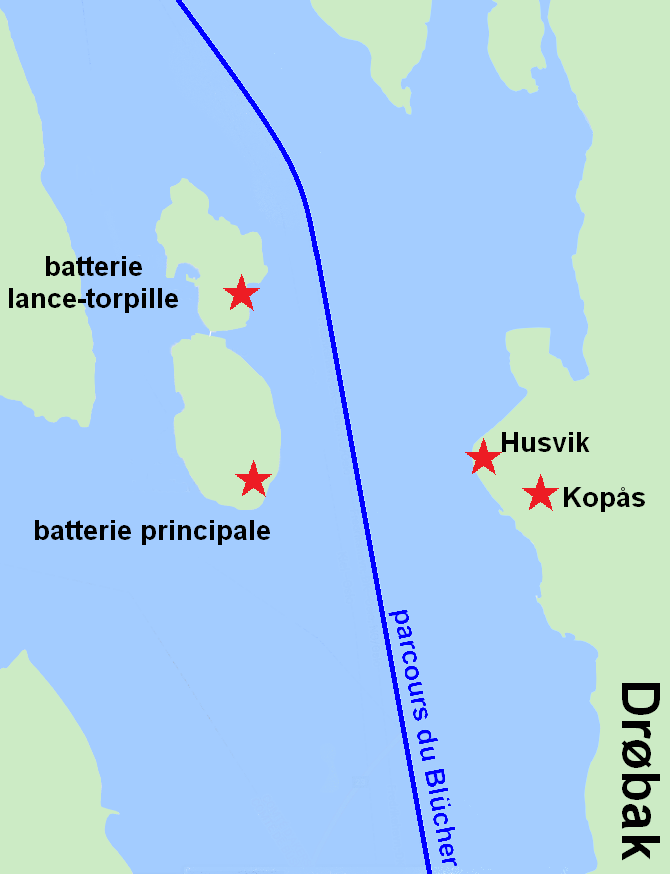
Posició de les quatre bateries d'artilleria costanera de la fortalesa d'Oscarsborg en relació amb el curs de Blücher (1939), durant la batalla de l'estret de Drøbak, inclosa una bateria de llançador de torpede aeri

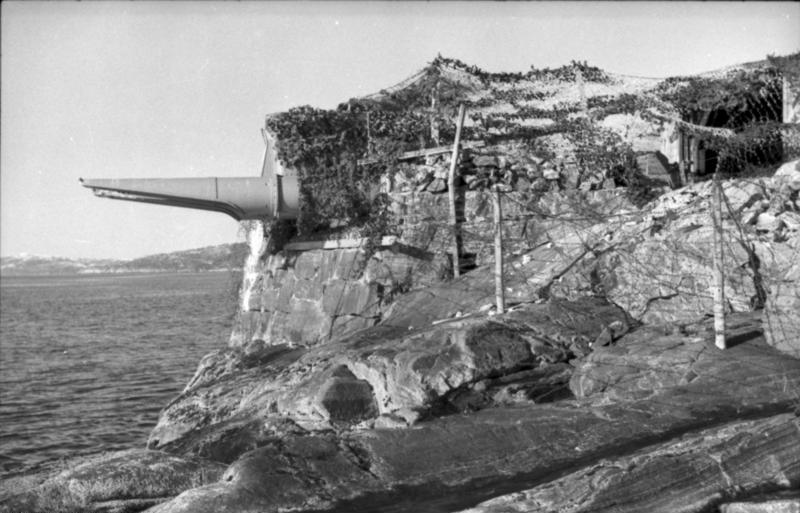
Bateria de torpedes de defensa costanera

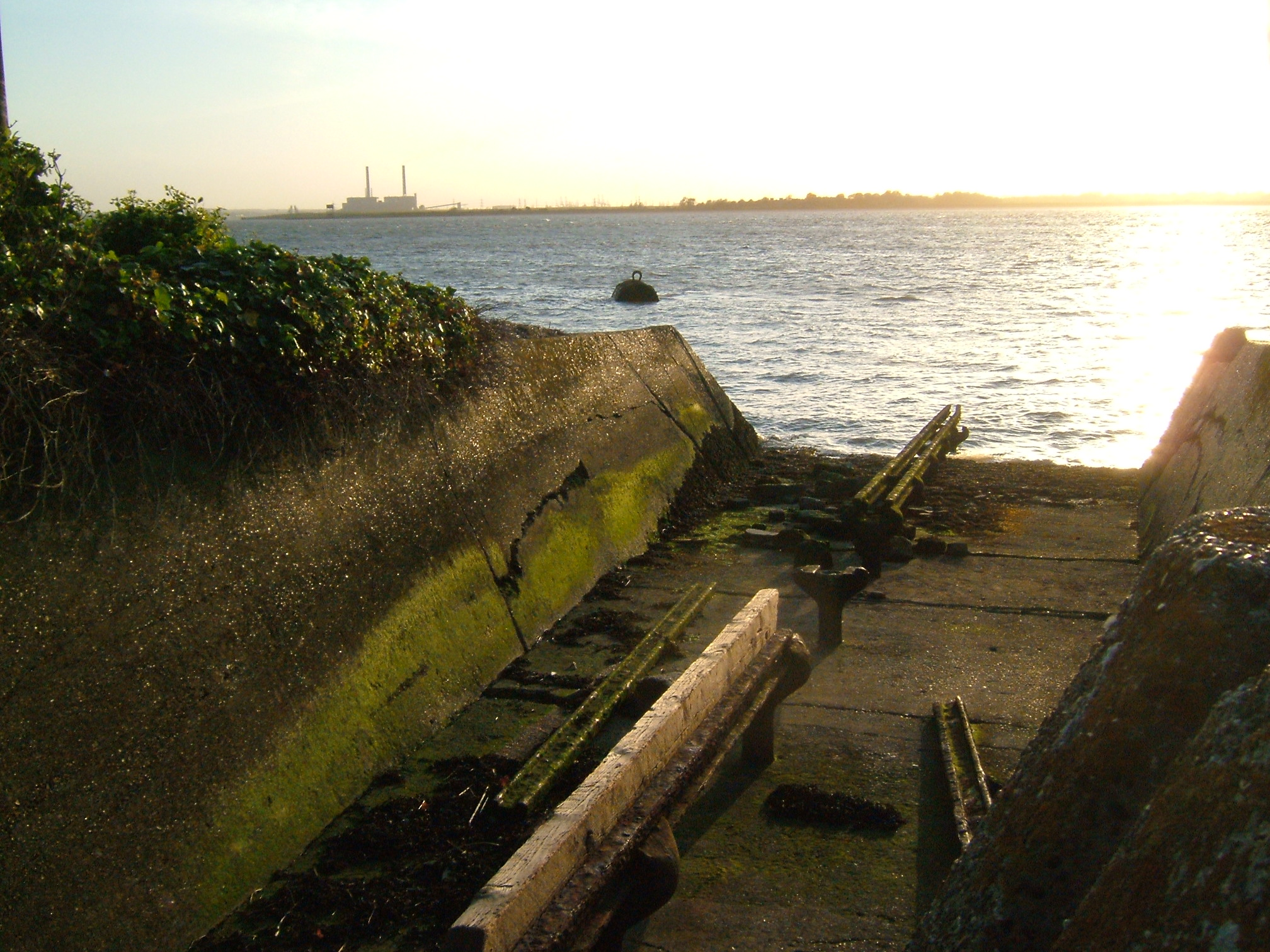
Plataforma de llançament de torpedes de defensa costanera de la ciutat de Londres

El tub de llançament de torpede aeri de defensa costanera, va estar en ús durant la Segona Guerra Mundial, principalment per defensar els estrets o certes illes. Entre els seus assoliments, l'episodi més conegut és el cas del vaixell alemany Blücher (1939) enfonsat el 9 d'abril de 1940 durant la batalla de l'estret de Drøbak a Noruega.
El seu ús ara està parcialment obsolet després de la generalització dels míssils antibuc, inclosos els de defensa costanera. No obstant això, el seu ús segueix sent rellevant en la defensa costanera d'illes o estrets. En tecnologia recent, el fabricant de torpedes DM2A4 també ha desenvolupat una llançador de torpedes mòbil (en remolc), després està equipat amb un masteler/antena de guia perquè normalment és guiat per cable.

### Torpedes actuals
Un torpede actual, com el Mark-48, conté l'equivalent a 550 kg de TNT. Aquest explosiu veu maximitzat el seu efecte quan l'artefacte esclata sota la quilla de l'objectiu, en lloc de colpejar-lo lateralment. Quan la detonació ocorre sota la quilla, l'ona de pressió resultant eleva al navili, i pot trencar la seva quilla en el procés. Quan el navili descendeix novament, rep nous efectes destructius quan l'explosió en si mateixa travessa l'àrea prèviament danyada. L'efecte destructor combinat sol partir per la meitat objectius petits, i danyar severament navilis de més desplaçament. Com a exemple, el destructor Torrens de la imatge desplaçava 2.700 t.

## Diàmetres utilitzats en torpedes
El diàmetre és la mesura bàsica per a distingir els torpedes, ja que ve determinada pel tipus de tub de llançament necessari. Tot i això és cert que torpedes amb el mateix diàmetre poden tenir una longitud i càrregues explosives (per tant un pes) molt diferents.
Alguns dels diàmetres més utilitzats en la història de la guerra naval moderna són:
- 324 mm (12,75 polzades) és el diàmetre més utilitzat en els torpedes lleugers (sovint des d'avions o destructors).
- 450 mm era el diàmetre estàndard del torpedes lleugers de la Marina Imperial Japonesa, tot i que també fou utilitzat per la Marina Italiana.
- 533 mm (21 polzades) és el diàmetre més utilitzat per a torpedes pesats per exemple:
  - Els torpedes aliats de la Segona Guerra Mundial
  - Els torpedes de la Kriegsmarine[7]
  - Els torpedes llançats pels submarins de la Marina Imperial Japonesa
  - Torpedes moderns que segueixen l'estàndard de l'OTAN.
  - Alguns torpedes soviètics i russos com els dissenys actuals antisubmarins.
- 610 mm utilitzat en els famosos torpedes japonesos Tipus 93, torpedes de llarg abast i gran càrrega explosiva utilitzat en els creuers i alguns destructors japonesos de la Segona Guerra Mundial.
- 650 mm és el diàmetre més gran utilitzat en els submarins nuclears de la Marina Russa.